# Rechte van Wallace
De drie snijpunten {\displaystyle F_{AC},F_{BC}} en {\displaystyle F_{AB}} van de loodlijnen, die van een punt {\displaystyle P} op de omgeschreven cirkel van een driehoek {\displaystyle \triangle ABC} op de drie zijden van {\displaystyle \triangle ABC} worden neergelaten, met de drie zijden van {\displaystyle \triangle ABC} liggen op een lijn. Die lijn wordt de rechte van Wallace, maar in andere talen ook de rechte van Simson, genoemd, naar William Wallace (1768–1843) en Robert Simson (1687–1768), beiden wiskundige uit Schotland. Het was in feite Wallace die in 1797 de lijn heeft ontdekt.
De rechte van Wallace deelt het lijnstuk van {\displaystyle P} op de omgeschreven cirkel naar het hoogtepunt van {\displaystyle \triangle ABC} in twee gelijke delen. Het snijpunt {\displaystyle G} ligt op de negenpuntscirkel van {\displaystyle \triangle ABC}.
De hoek tussen de rechten van Wallace van twee punten {\displaystyle P} en {\displaystyle Q} op de omgeschreven cirkel is gelijk aan de helft van de boog {\displaystyle PQ}. Als {\displaystyle P} en {\displaystyle Q} de twee einden van een middellijn zijn, dan staan hun rechten van Wallace loodrecht op elkaar.
De omhullende van alle rechten van Wallace is de hypocycloïde van Steiner, die aan de negenpuntscirkel raakt. De hoekpunten van de hypocycloïde vormen een gelijkzijdige driehoek met zijden evenwijdig aan de driehoek van Morley. Hetzelfde geldt voor de raakpunten van de hypocycloïde met de negenpuntscirkel.

Rechte van Wallace
Rechte van Wallace in verband met de negenpuntscirkel
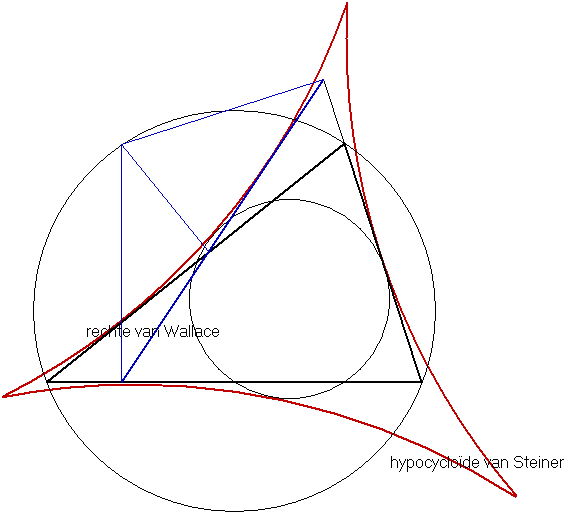
De rechte van Wallace raakt aan de hypocycloïde van Steiner